# Opsada Beča 1683.
Opsada Beča ili Druga bitka kod Beča (njem.: Schlacht am Kahlenberg, polj.: Bitwa pod Wiedniem ili Odsiecz Wiedeńska, tur.: İkinci Viyana Kuşatması, ukr.: Віденська відсіч / Viděns'ka Vidsič) naziv je za događaj koji se odvijao u razdoblju od 14. srpnja do 12. rujna 1683. kada je vojska Osmanskog Carstva opsjela Beč, glavni grad Habsburške Monarhije. Njihova opsada završila je dolaskom kršćanskih pojačanja i bitkom u kojoj je osmanska vojska pod zidinama Beča razbijena. Ratne operacije nastavljene su kršćanskom protuofenzivom kojom je prekinut napredak Osmanskog Carstva u Europi označivši početak političke hegemonije Habsburgovaca u središnjoj Europi.

## Povijest
Godine 1683., prije pohoda, Hrvatski sabor i hrvatskog bana Nikolu III. Erdödyja pozvao je knez gornje Ugarske i turski vazal Emerik (Mirko) Thököly (suprug Jelene Zrinske) da se pridruže njemu i velikom veziru Kara Mustafa-paši u pohodu na Beču. Hrvatski sabor i Erdödy su odbili poziv.
Iako je opsada krenula povoljno po Osmanlije, koje je predvodio veliki vezir Kara Mustafa, ubrzo je Habsburgovcima sa sjevera stigla odlučna pomoć iz Poljsko-Litavske Unije. Poljski kralj Jan III. Sobjeski došao je sa svojom vojskom od 37 000 ljudi i pomogao Leopoldovom zapovjedniku von Starhembergu, koji je već raspolagao s otprilike dvostuko tolikim brojem vojnika; time je brojčana nadmoć Turaka smanjena (čija je vojska, navodi se, imala oko 100 000 ljudi). Sam sukob, iako je opsada trajala otprilike 2 mjeseca, zbio se 12. rujna 1683. kada je vojska Jana Sobjeskog, ujedinjena s habsburškom vojskom, porazila vojsku Kare Mustafe i tako natjerala velikog vezira na bijeg. Prilikom bijega, Kara Mustafa je ostavio sav dotadašnji ratni plijen i pobjegao u Beograd. Jan Sobjeski je kasnije prokomentirao kako je on najbliži rođak Kare Mustafe kada mu je ovaj ostavio toliki imetak. 
Kada je sultan Mehmed IV. saznao, preko beogradskog paše, da je bitka izgubljena, toliko se razbjesnio da je tom istom paši naredio da mu pošalje glavu Kare Mustafe. Kara Mustafa je pogubljen 25. prosinca 1683., a njegova glava je, kako je i naređeno, prezentirana sultanu Mehmedu IV. Nakon ove pobjede dolazi, uz posredovanje pape Inocenta XI., do osnivanja Svete lige između Habsburške monarhije, Mletačke Republike i Poljsko-Litavske Unije, kao organizacije zadužene za daljnu borbu protiv Osmanlija. Nakon ove bitke započet će Dugi bečki rat (1683. – 1699.) koji će biti obilježen slabošću i brojnim porazima Osmanskog Carstva, te oslobodilačkim pohodima Eugena Savojskoga. Rat je konačno završio potpisivanjem mira u Srijemskim Karlovcima 1699. i širenjem granica Monarhije na dotadašnje teritorije Carstva. 
Tijekom ove opsade Beča razoreno je hrvatsko naselje Hrvatsko Selo.